# Physetobasis
Physetobasis là một chi bướm đêm thuộc họ Geometridae.